# پی‌ال-۹
پی‌ال-۹ (چینی ساده: 霹雳-۹; پین‌یین: Pī Lì-۹; به معنای «صاعقه-۹») موشک هوابه‌هوای کوتاه‌برد آشیانه‌یاب فروسرخ ساخت چین است.

## تاریخچه
برنامه ساخت این موشک در سال ۱۹۸۶ آغاز شد. تولید انبوه این موشک از سال ۱۹۸۹ آغاز شد و تاکنون دو نسخهٔ بهینه‌تر از آن ساخته شده است؛ موشک پی‌ال-۹بی و پی‌ال-۹سی. مدل سی این موشک مدل ضعیفتر آن است که دارای برد کمتری نسبت به نوع بی است. جدیدترین نسخه این موشک موشک پی‌ال-۹دی نام دارد.
این موشک در ابتدا توسط محقق دونگ بینگین در مرکز الکترواپتیکال لوئویانگ طراحی شد. دستیار طراحی پی ال۹همان طراح موشک پیشرفته تر پی ال ۱۲، دکتر لیانگ ژیائونگ است.
پی‌ال-۹سی یکی از آخرین نسخه‌های پی‌ال-۹ است که دارای یک همتای پدافندی به نام موشک دی کا۹ نیز می‌باشد. موشک پدافندی پی‌ال-۹سی برای اولین بار در نمایشگاه هوایی پاریس در سال ۱۹۸۹ رونمایی شد. این مدل دارای مدل خود کششی و دگر کششی است.

## طراحی
پی‌ال-۹ از بدنه اصلاح شده موشک‌های پی‌ال-۵ و پی‌ال-۷ استفاده می‌کند. همچنین در بخش جستجوگر حرارتی خود دارای اشتراکاتی با موشک‌های پی‌ال-۸ و پایتون۳ است. این موشک دارای یک جستجوگر فروسرخ است که با گاز نیتروژن مایع خنک می‌شود. دایره شلیک این موشک می‌تواند از -۴۰ درجه تا +۴۰ متغیر باشد. همچنین این موشک دارای بالچه‌های جهت دهنده است که می‌تواند پس از شلیک مسیر خود را تغییر دهد. حداکثر برد مؤثر این موشک ۳۵ است کیلومتر و سقف پرواز آن ۶٫۵ کیلومتر احتمال اصابت موشک هدف ۹۰ درصد است.

## کاربران

#### کاربران کنونی
- بنگلادش
  - نیروی هوایی بنگلادش[۶]
- نامیبیا
  - نیروی هوایی نامیبیا[۷]
- نیجریه
  - نیروی هوایی نیجریه[۸]
- پاکستان
  - نیروی هوایی پاکستان
- چین
  - نیروی هوایی ارتش آزادی‌بخش خلق
  - نیروی هوادریای ارتش آزادی‌بخش خلق